# Gare de Lyon Saint-Exupéry

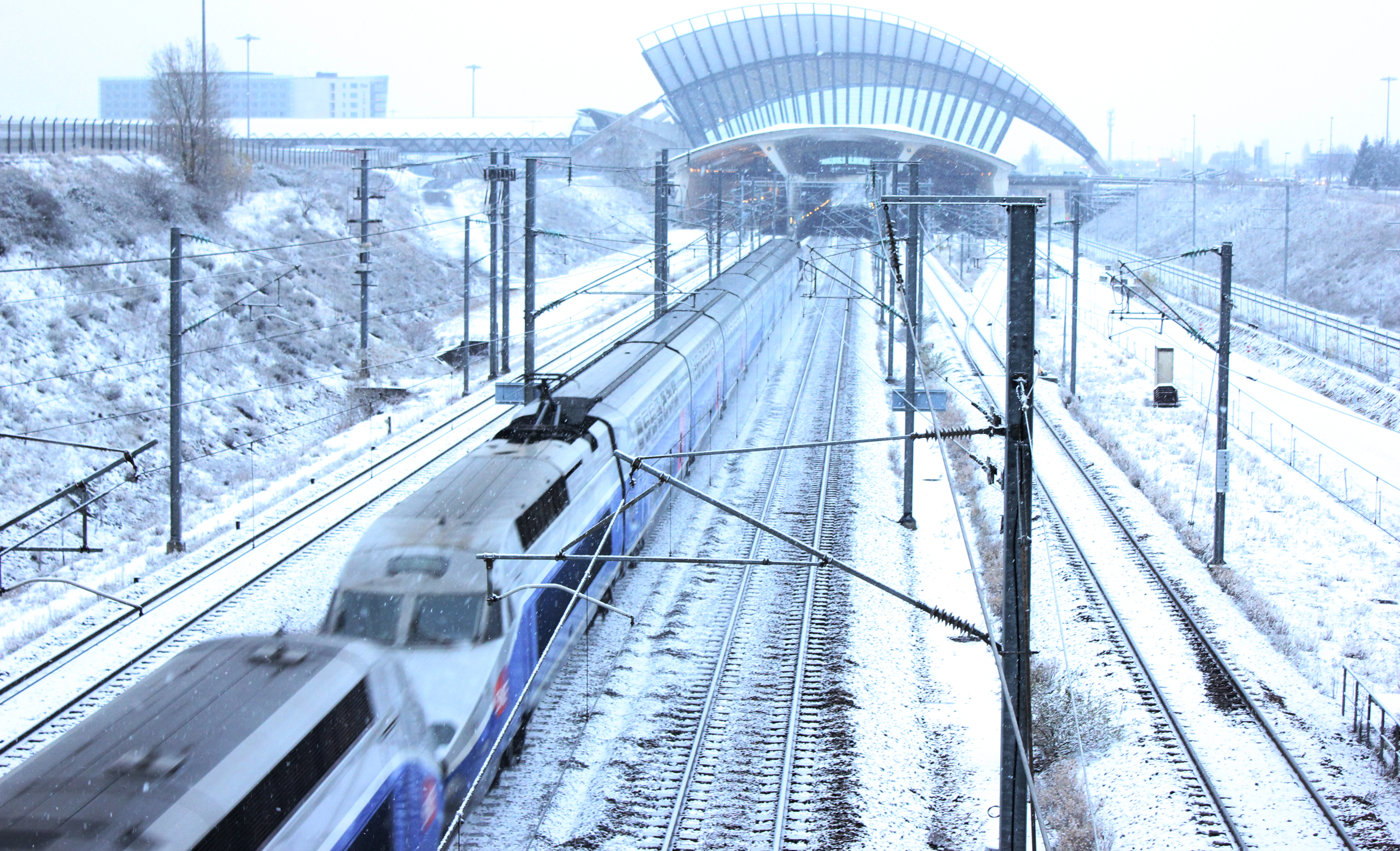
Gare de Lyon Saint-Exupéry

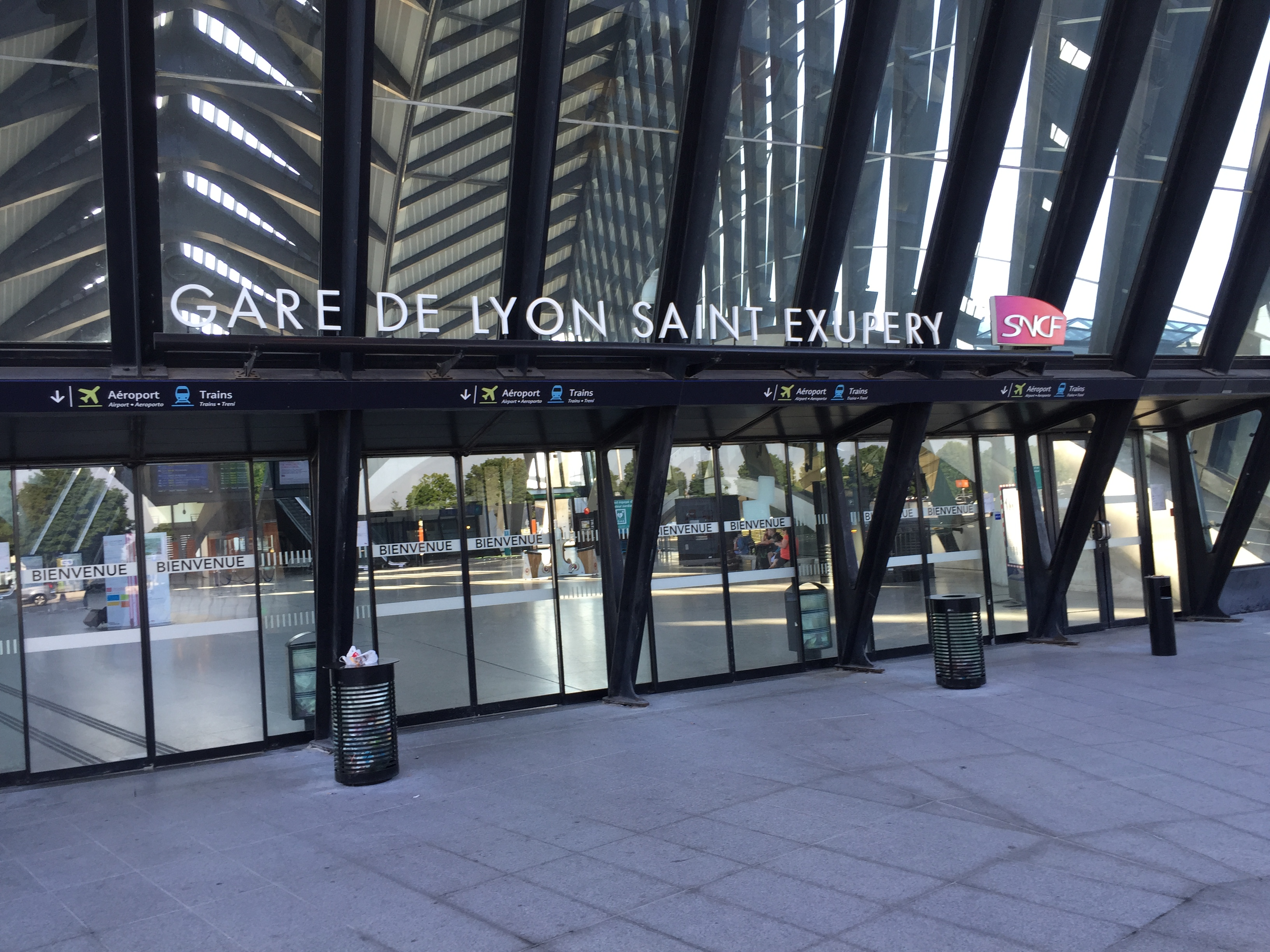
Ingången

Gare de Lyon Saint-Exupéry (tidigare Gare de Satolas TGV) är en järnvägsstation vid Lyons flygplats Saint Exupéry, ca 20 km öster om Lyon. 
På båda sidor av stationshallen löper 400 m långa perronger för TGV-tågen. Perrongerna är täckta av lätta tak som i ändarna genomskärs av var sin vägviadukt som utgör tillfarterna till flygplatsen.

## Arkitektur
Byggnaden har blivit känd genom dess banbrytande arkitektur. Byggnaden kallas ofta för "fågeln" på grund av dess fågelliknande form.[källa behövs]

## Tillkomst
År 1989 utlystes en tävling om ett landmärke för den dåvarande regionen Rhône-Alpes. Vinnaren av tävlingen, Santiago Calatrava, åstadkom denna byggnad som sådan symbol. Utformningen kom från en skulptur som Santiago Calatrava gjort tio år tidigare, men denna föreställde inte en fågel utan ett öga.